# نعومي واتس
نعومي واتس (بالإنجليزية: Naomi Watts) ممثلة بريطانية وُلِدتْ في 28 سبتمبر 1968، اُشتُهِرت بأدوارها في أفلام "طريق مولهولاند"، "الحلقة"، "كينغ كونغ"، و"لعبة عادلة". كما رُشحت لجائزة الأوسكار عن دورها في فيلم 21 غرام. ظهرت أيضاً في مسلسلات التلفزيونية مثل "يا أبي..!" (1990)، "عرائس المسيح" (1991)، و"الذهاب والإياب" (1991). شاركت في التمثيل في مستهل عمرها جنبًا إلى جنب مع نيكول كيدمان وثاندي نيوتن في الفيلم الدرامي "غزل" (1991).
بعد انتقالها إلى أمريكا، ظهرت في عدّة افلام منها: "فتاة الدبابات" (1995)، "أطفال الذرة الجزء الرابع: التجمع" (1996)، و"الجمال الخطير" (1998)، وكما لعبت دور البطولة في المسلسل التلفزيوني "السائر أثناء النوم" (1997-1998).
و في عام (2001)، بعد سنوات في التمثيل المكافح، شاركت في فيلم المخرج ديفيد لينش "طريق مولهولاند"، تلاه في العام التالي نجاحاً كبيراً لدورها في "الحلقة".
الفيلم هو نسخة معادة من فيلم الرعب الياباني «حلقة»، ثم تلقت ترشيحات في جوائز الاوسكار وجوائز نقابة ممثلي الشاشة في جائزة الأوسكار لأفضل ممثلة عن تجسيدها لكريستينا بيك في نوار-جديد 21 غرام مع المخرج أليخاندرو غونزالس إناريتو في (2003). وتشمل الأفلام اللاحقة انا قلب هكابيس فيلم للمخرج ديفيد أو. راسل عام (2004) وطبعة جديدة من كينغ كونغ (فيلم 1933) وهي كينغ كونغ (فيلم 2005)، ووعود الجريمة وأفلام الرعب الشرقية (2007)، الدولي (فيلم) المليء بالإثارة (2009)بإخراج توم تايكوير. ومنذ ذلك الحين، قد جسدت شخصية فاليري بليم ويلسون في دراما السيرة الذاتية في فيلم لعبة عادلة (فيلم) (2010). وهيلين غاندي في الدراما السيرة الذاتية كلينت ايستوود جيه إدغار (2011) كما قامت بدور إلهام ماريا بينيت في فيلم ذا إمبوسيبل (فيلم) (2012)، تلقت ترشيحات لجائزة الأوسكار وجائزة نقابة ممثلي الشاشة لأفضل ممثلة والترشيح لجائزة غولدن غلوب لأفضل ممثلة - فيلم دراما.
في عام 2002، أدرجت واتس في مجلة بيبول من ضمن أجمل الفنانات. في عام 2006، أصبحت سفيرة النوايا الحسنة لبرنامج الأمم المتحدة المشترك لفيروس نقص المناعة البشرية/الإيدز، مما يساعد على رفع الوعي بالقضايا المتعلقة بالإيدز. وقد شاركت مرات عديدة في جمع التبرعات للقضية، كممثلة عضو اليوم الافتتاحي لجوائز الشريط الأحمر لمرض الإيدز.

## نشأتها

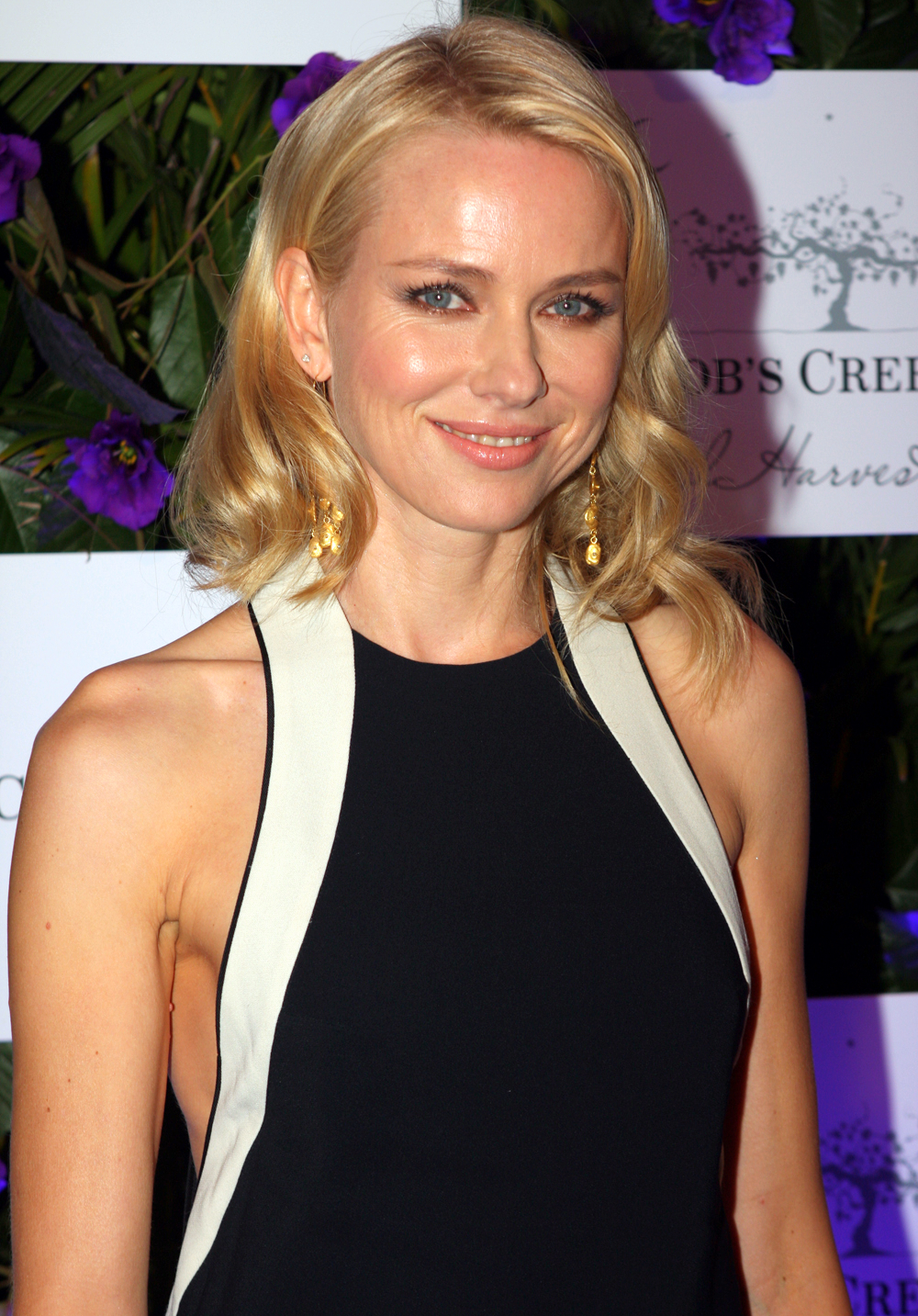
نعومى واتس عام 2012

ولدت نعومي واتس في 28 سبتمبر عام 1968، في شورهام، كينت، انكلترا. وهي ابنة ميفانوى إدواردز (روبرتس)، وهي تاجرة ومصممة مجموعة التحف ويلز وزي، وبيتر واتس، وهو إنجليزي الجنسية وكان مدير الطرق ومهندس الصوت الذي عمل مع بينك فلويد.، انفصل والدها عن والدتها بالطلاق عندما كانت في الرابعة من عمرها. بعد الطلاق، انتقلت واتس وشقيقها الأكبر، بن واتس، عدة مرات عبر جنوب شرق إنجلترا مع والدتهما. غادر بيتر واتس بينك فلويد في عام 1974، وميفانوى فيما بعد. وبعد سنتين، في أغسطس 1976، وجِد ميتًا في شقة في منطقة نوتينغ هيل، على ما يبدو جرعة زائدة من الهيروين 
بعد وفاته انتقلت هي ووالدتها إلى مزرعة في شمال ويلز، حيث كان يعيش أجدادها، وهما نيكي وهيو روبرتس، لمدة ثلاث سنوات. خلال هذه الفترة درست لغة ويلزية بفضل مدرستها يسجول جيبفن، وقالت إنها كانت تدرس بينما جميع الطلاب يدرسون اللغة الإنجليزية في كل مكان أينما تحركت وهي تود أن تتكيف مع العادات والتقاليد والتقاط اللهجة الإقليمية. أن هذا الأمر كبير بالنسبة لها كونها ممثلة على أي حال، كان هناك الكثير من الحزن في طفولتها، ونقص من الحب وفي عام 1978 ، تزوجت أمها (على الرغم من أنها بعد ذلك تطلقت من زوجها مرة أخرى) ثم انتقلت هي وأخيها إلى سوفولك حيث درست في المدرسة الثانوية توماس ميلز. وهي تريد أن تصبح ممثلة بعد رؤية والدتها في أداء على خشبة المسرح.
في عام 1982 عندما كانت واتس في الرابعة عشر من عمرها، انتقلت إلى سيدني، نيوساوث ويلز في أستراليا (حيث كانت جدتها الأسترالية) مع والدتها وشقيقها وزوج الأم. ميفانوى بدأت العمل على تأسيس مهنة لها في صناعة السينما المزدهرة، كالعمل على تصميم تسريحات شعر لفنانات الإعلانات التلفزيونية، ثم تحولت إلى تصميم الأزياء، وفي نهاية المطاف عملت في مسلسل العودة إلى عدن، وقد التحقت واتس في الدروس والدتها تعمل؛ كانت تذهب للاختبارات في العديد من الإعلانات التلفزيونية، حيث التقت وأصبحت صديقة الممثلة نيكول كيدمان. حصلت واتس أول دور لها في فيلم الدراما 1986 الحب وحده، استنادا إلى رواية تحمل نفس الاسم من قبل كريستينا ستيد، والتي تنتجها مارغريت فينك.
في أستراليا، درست واتس في المدرسة الثانوية «موسمان» والثانوية للبنات بشمال سيدني. لكنها فشلت في التخرج من المدرسة، وعملت كبائعة جرائد ثم عملت في إدارة تخزين الأطعمة الشهية في نورث شور بسيدني. وقالت إنها قررت أن تصبح عارضة أزياء وهي في سن 18 سنة. وأنها وقعت مع وكالة عارضات الأزياء التي أرسلتها إلى اليابان، ولكن بعد عدة اختبارات فشلت، وعادت إلى سيدني. وهناك، تم التعاقد معها لتعمل في مجلة في قسم الدعاية للمتاجر، وهي المجلة التي وظفتها كمساعد محرر صحفي في قسم الموضة. وأرسلت لها دعوة غير رسمية للمشاركة في ورشة عمل مسرحية مستوحاة وأدت إلى إنهاء عملها والسعي لتحقيق طموحات تمثيلها.
وفيما يتعلق عن جنسيتها، ذكرت واتس: «أنا أعتبر نفسي بريطانية ولي ذكريات سعيدة جدًا في المملكة المتحدة وقضيت السنوات ال 14 الأولى من حياتي في إنجلترا ولم أكن أريد أن أغادرها وحين كنت في أستراليا عدت إلى إنجلترا عدة مرات». كما أعربت عن علاقات بأستراليا قالت: «إنني أعتبر نفسي شديدة الصلة بأستراليا، في الحقيقة عندما يسالني الناس ما هو موطنك الحقيقي أقول أستراليا، لأن هذه هي أقوى الذكريات»

## الحياة الشخصية

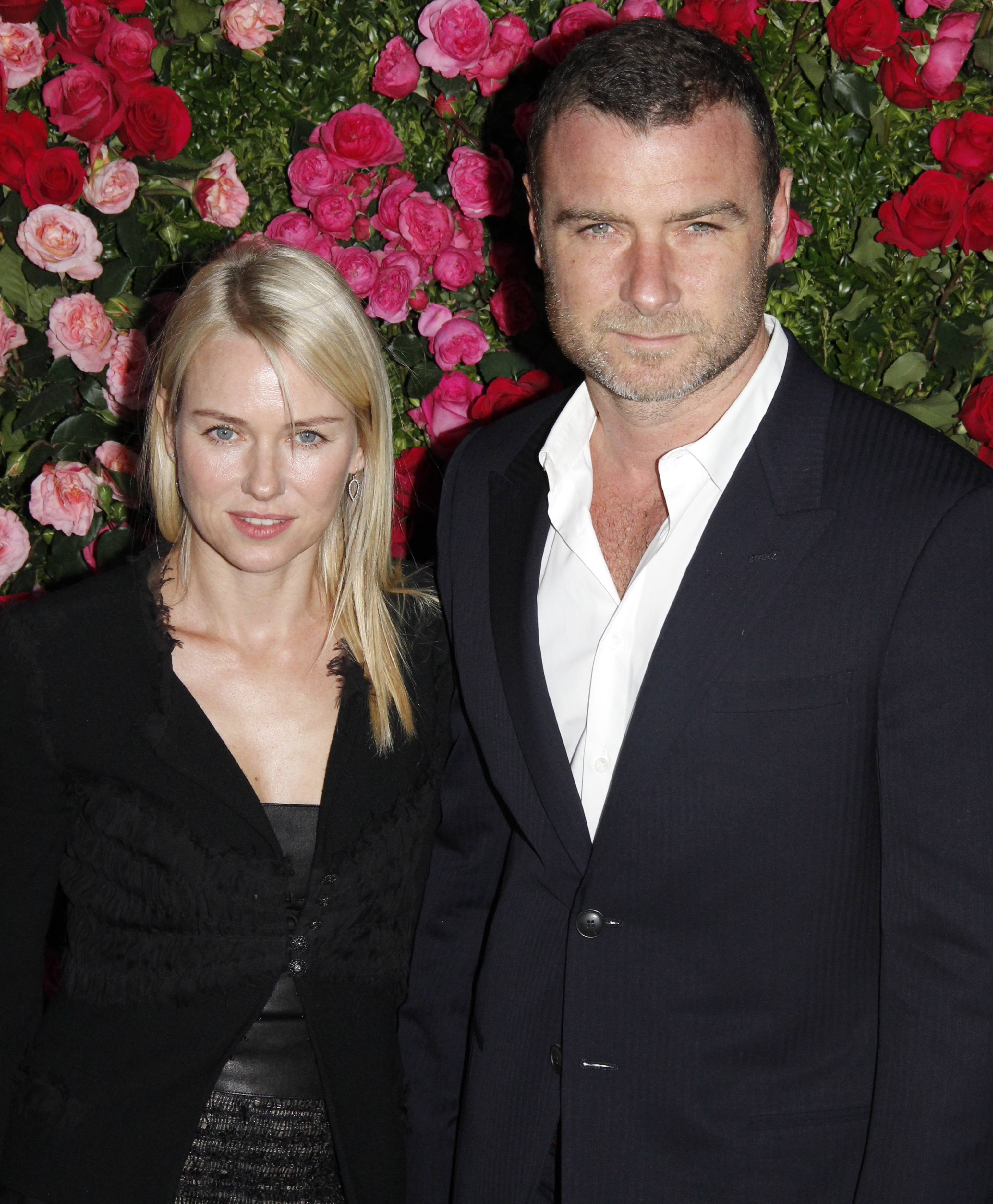
واتس مع شريكها ييف شرايبر في عام 2012.

كانت واتس على علاقة جيدة مع المخرج ستيفن هوبكنز  في 1990s والممثل هيث ليدجر  من فترة أغسطس 2002 إلى مايو 2004. ومنذ ربيع 2005، كانت واتس في علاقة مع الممثل ييف شرايبر. وأكدت في مقابلة لها في أواخر يناير كانون الثاني 2009 أن شرايبر كان في الواقع أعطاها خاتم (التي قالت أنها لم تكن ترتديه في ذلك الوقت) ولكن مع هذا لم يستطع أي منهما التسرع في أتخاذ قرار الزواج. شرايبر، والمعروف بلعب الحيل على وسائل الإعلام، أتصل بها مرة واحدة من قبل كأنها زوجته في عام 2007، ولكن تبين فيما بعد أنها كانت مجرد مزحة. أول ابن لها، الكسندر «ساشا» بيت، ولد في يوليو 2007 في لوس انجليس، وابنها الثاني، صموئيل «سامي» كاي، في ديسمبر 2008 في مدينة نيويورك. وبعد توقف مؤقت عن التمثيل، عادت إلى العمل، وكان أول مشروع لها منذ أن أصبحت أم لأطفال. وذكرت  واتس في شهر نيسان 2010 قالت أنها ترغب في إنجاب طفل ثالث إذا تمكنت من رعاية اطفالها.
واعتبرت التحول إلى الديانة البوذية هي الفائدة الأولى المكتسبة لهذا الدين وقالت عن المعتقدات الدينية لها: «لدي بعض الإيمان بهذا الدين ولكن أنا لست البوذية المتشددة». وقالت إنها تمارس تقنية التأمل التجاوزي. وفي عام 2002، كانت واردة في مجلة بيبول من ضمن أجمل 50 ممثلة.

## العمل الخيرى

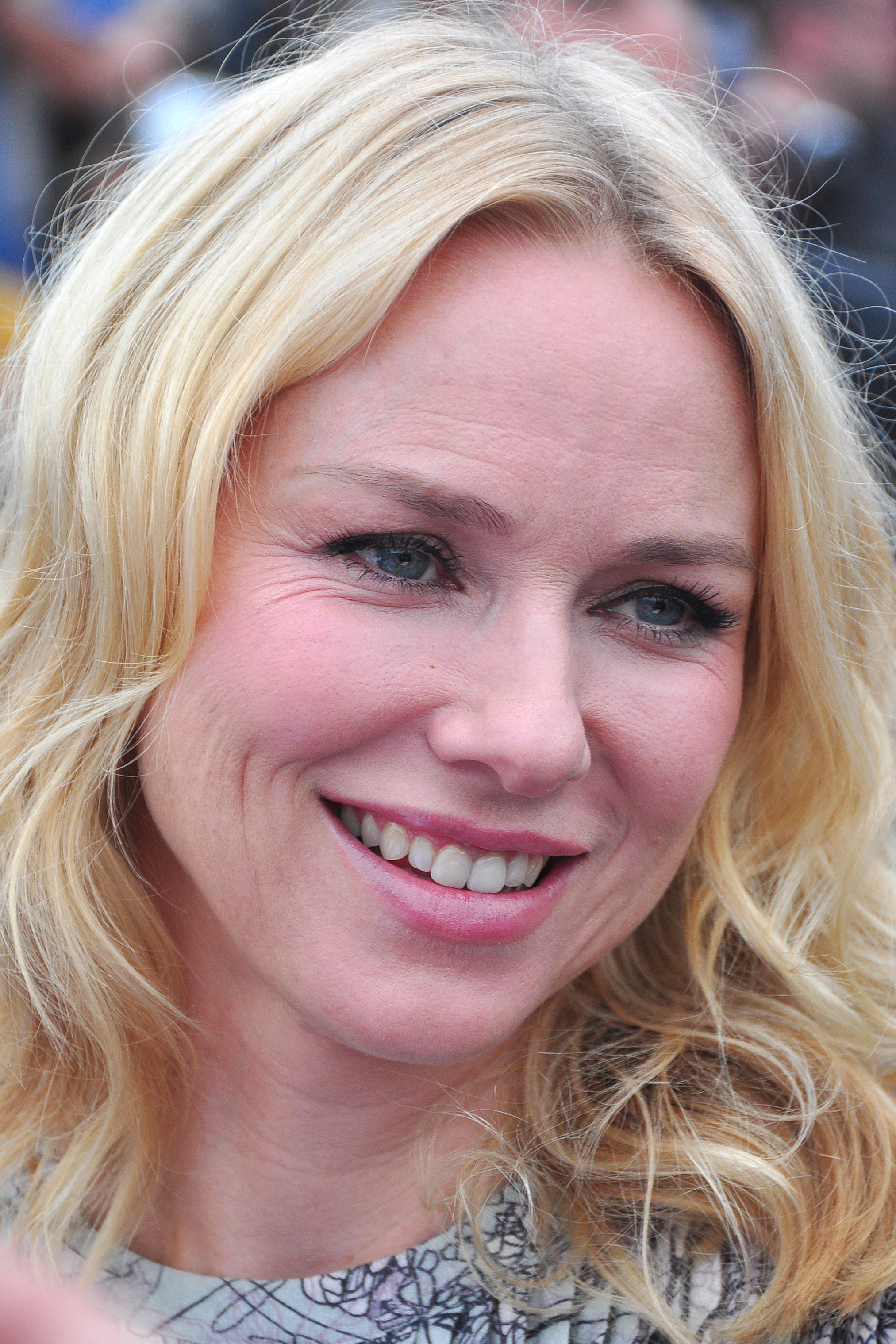
واتس عام 2011

في عام 2006، أصبحت واتس سفيرة النوايا الحسنة لبرنامج الأمم المتحدة المشترك المعني بفيروس نقص المناعة البشرية / الإيدز، فإنه يساعد على رفع الوعي بقضايا الإيدز. وقالت انها تستخدم الأشخاص البارزين والمشاهير للفت الانتباه لاحتياجات الأشخاص الذين يعيشون مع هذا المرض. وشاركت  واتس في الفعاليات والأنشطة، بما في ذلك الإيدز المشي 21 السنوي. وقالت إنها قدمت كعضو للنشاط الافتتاحي وجوائز الشريط الأحمر لمرض الإيدز. وقد شاركت في حملات لجمع التبرعات. في 1 ديسمبر 2009، واتس كانت تجتمع مع الأمين العام للأمم المتحدة بان كي مون وانضمت إلى التصدي للإيدز في مناسبة عامة مثيرة بمناسبة اليوم العالمي للإيدز 2009. وخلال هذا الحدث، قالت: «لقد كان من المؤسف وغير عادل لعدوى فيروس نقص المناعة ان البشرية تعتبره مرض مخجل، بالنسبة للأشخاص الذين يعيشون مع فيروس نقص المناعة البشرية أن يحكم عليهم بالشفقة، إلى أن تتساوى مع الموت المحقق. لقد رأيت شخصيا أن الكرامة والأمل كانت الأقوى بين أولئك الذين تتعرض حياتهم بالأمراض، وقد تغيرت حياتهم بتعلقهم بالأمل إلى أن تعافوا من فيروس نقص المناعة البشرية».
في عام 2011، حضرت مباراة البولو الخيرية في مدينة نيويورك جنبا إلى جنب مع الجهات الفاعلة الأسترالية، إلى جانب هيو جاكمان وإيسلا فيشر، الذي كان يهدف إلى جمع الأموال لمساعدة ضحايا زلزال هايتي عام 2010.

## العمل مع المخرج ديفيد لينش

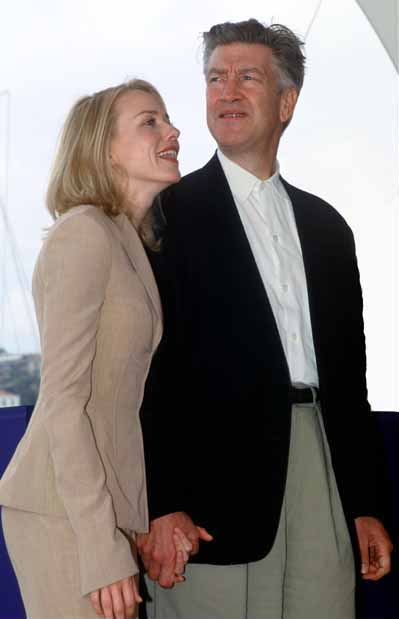
واتس مع المخرج ديفيد لينش في مهرجان كان السينمائي 2001

في عام 1999، بدأ المخرج ديفيد لينش باختيار بمن يقوم بالدور في فيلم طريق مولهولاند. أجرى مقابلات مع واتس بعد أن راى بعض صورها،  دون أن ينظر إلى أي من أعمالها السابقة،  وقدم لها دورا تقوم بيه. وقال لينش في وقت لاحق حول اختياره لواتس، «رأيت شخص يحمل موهبة هائلة، شعرت بروية شخص لديه روح جميلة، ويمكنها القيام بالكثير من الأدوار المختلفة، لذلك كانت كاملة وجميلة.» قامت بدور كطيارة لمسلسل تلفزيوني، وعرض لينش جزء كبير من بعض حلقاته في فبراير 1999، وكان يخطط لتعمل معه لاحقا في بعض أعماله. ومع ذلك، تم رفض المسلسل من قبل المشاهدين. واتس تتذكر في ذلك الوقت وتقول، «لم يحالفنا الحظ في هذا العمل، برنامج ديفيد لينش الوحيد الذي لم يرى النور». وبدلا من ذلك، لينش أصر على تصوير نهايته في أكتوبر 2000، وتحولها إلى فيلم سينمائي الذي التقطت للتوزيع. الفيلم، لعب بطولته أيضا لورا هارينج وجستن ثيروكس، وقد نال استحسانا كبيرا من قبل النقاد، بما في ذلك بيتر برادشو من الغارديان الذي قال: «وجه واتس تحول بأعجوبة من الجمال العذب إلى وجه شخص يشبه المسعور، وقد أدت دورها ببراعة وتميز». وايضا إيمانويل ليفي، الذي كتب: «... ناعومي واتس، في الأداء المتميز، واسعة العينين والبهجة الغريبة الشقراء، والكاملة لآمال كبيرة لجعلها ممثلة كبيرة في هوليوود.» عرض الفيلم لأول مرة في مهرجان كان السينمائي عام 2001، وحصل على عدد كبير من الجوائز والترشيحات، بما في ذلك رشحت واتس لجائزة أفضل ممثلة من الجمعية الوطنية للنقاد السينمائيين وأيضا رشحت لجائزة أفضل ممثلة من معهد الفيلم الأمريكي. ا 
أيضا في عام 2001، تألقت واتس في الأفلام القصيرة، مع الممثلة والمغنية ايلي باركر، وفيلم الرعب "رمح"، وأيضا سيناريو جديد لمخرج ديك ماس "من فيلم دي ليفت لعام1983 . وفي عام 2002، أصبحت النجمة التي لها ملايين من المعجبين ويزدحم شباك التذاكر لهذا العام من أجلها، طبعة جديدة باللغة الإنجليزية من فيلم الرعب الياباني رينغ (فيلم). من إخراج غور فيربينسكي، الفيلم الذي لعب بطولته أيضا مارتن هندرسون وبراين كوكس، تلقا استحسان المشاهدين وربحت حوالي 129 مليون دولار على المستوى المحلي (أي ما يعادل 169.1 مليون دولار في عام 2015). الفيلم الذي يدور حول صحفية تحقق في مقتل ابنة أختها ومراهقين آخرين بعد مشاهدة شريط فيديو غامض، وتلقت مكالمة هاتفية بعد سبعة أيام من مقتلهم. وقد أمتدح أداءها من قبل النقاد، بما في ذلك بول كلينتون من سي إن إن، الذي ذكر أنها "ممتازة في هذا الدور الريادي، وهو ما يثبت أن لها أداء ممتازا في محرك مولهولاند لم يكن مجرد صدفة. وقال إنها توازنا مثاليا بين الشك وتحقيق الحقيقة فيما حدث من مقتل الشباب وعلاقة شريط الفيديو بمقتلهم. " في تلك السنة، قامت أيضا بدور البطولة في فيلم الأرانب، وسلسلة من الأفلام القصيرة من إخراج ديفيد لينش. جنبا إلى جنب مع العديد من الجهات الفاعلة البريطانية الشهيرة الأخرى في برامج كوميديا سوداء مع المشاهدين. ومع المخرج تيم دالي في فيلم غرب والغريب.

## الانتقال إلى أمريكا 1993-2000
قررت واتس السفر إلى أمريكا وزيارة مدينة لوس أنجلوس، لمتابعة مسيرتها أبعد من ذلك. في عام 1993 كان لها دور صغير في فيلم جون غودمان وعادت بشكل مؤقت إلى أستراليا لتصبح نجمة في الأفلام الثلاثة الأسترالية: آخر من الصور دوجان، وبحر سارجاسو الواسع والمأساة. وكان لها لأول مرة دور لها في فيلم جروس سوء السلوك كتلميذة تتهم أحد المدرسين لها (القائم بهذا الدور جيمي سميتس) باغتصابها. ثم عادت واتس إلى أمريكا ولكن وجدت صعوبة في العثور على وكلاء ومنتجين ومخرجين على استعداد لتوظيفها خلال تلك الفترة التي أحبطت جهودها الأولية.

## ما بعد الولادة

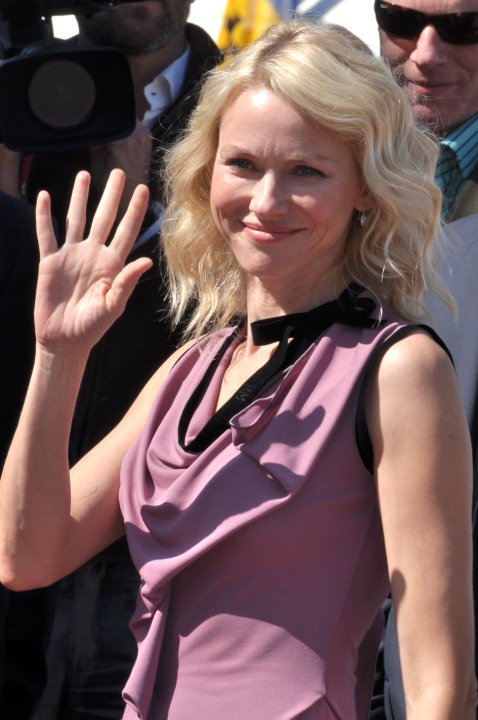
نعومي واتس في مهرجان كان السينمائي

بعد توقف دام فترة قصيرة من العمل بعد ولادة طفليها، واتس عادت إلى التمثيل في عام 2009، إلى جانب بطولة كلايف أوين في فيلم سياسي الدولي (فيلم). واتس لعبت دور مانهاتن مساعد المدعي العام، وصرحت واتس خلال لقاء لها " أنها كانت تعمل بطريقة سريعة الحركة، وأنها كانت تحاول تحقيق التوازن في دور الأمومة " لقى الفيلم الدولي (فيلم) استقبالا حسنا من قبل النقاد،  وحقق أكثر 60 مليون دولار أمريكي (أي ما يعادل 66 مليون دولار في عام 2015) في جميع أنحاء العالم. وفي العام نفسه، ظهرت في فيلم أم وطفل (فيلم) والذي عرض في مهرجان صاندانس السينمائي. وقالت إنها صورت دور إليزابيث، وهي المحامية التي لم تعرف أمها الحقيقية. واتس شاركت في بطولة الفيلم جنبا إلى جنب مع الممثلة آنيت بنينغ، وكيري واشنطن صامويل جاكسون. فيلم أم وطفل (فيلم) تلقا عدة ملاحظات إيجابية، وأشاد بالأداء "من قبل توم لونج من جريدة ديترويت نيوز، الذي ذكر أنها" لديه القدرة على اتخاذ مثل هذا التحول جعلها تمر بمرحلة انتقالية عظيمة لتقوم بدور ممتاز وتظهر عملا جيدا " وقد رشحت لجائزة كأفضل ممثلة في بطولة جائزة معهد أستراليا السينمائي ورشحت أيضا لجوائز الروح المستقلة في دعم المرأة.
اما فيلمها التالي الكوميدي «سوف يجتمع شخص غريب غامق طويل القامة» مع الممثل وودي آلن عرض في مهرجان كان السينمائي 2010 يوم 15 مايو 2010. وقالت إنها قامت بدور سالي، وهي امرأة تواجه الزواج المضطرب للمؤلف روي، الذي شارك فيه جوش برولين. أنطونيو بانديراس، فريدا بينتو، لوسي بونش وانتوني هوبكنز كما شارك في بطولة الفيلم، التي تلقت ردود فعل متباينة من النقاد  وحقق أكثر من 26 مليون دولار أمريكي (ما يعادل 28.1 مليون دولار في 2015). أيضا في عام 2010، شاركت مع الممثلة كما فاليري بليم في فيلم لعبة عادلة (فيلم)، الذي افتتح في مهرجان كان السينمائي في عام 2010، وعرض في وقت لاحق في الولايات المتحدة في 5 نوفمبر 2010. واستنادا إلى مذكرات بليم، لعبة عادلة: «حياتي كجاسوس تمثل خيانة من قبل البيت الأبيض»، كما أنها كانت العمل الثالث من واتس مع شون بن بعد الفيلمين 21 غرام واغتيال ريتشارد نيكسون. وقد رشحت واتس لجائزة الأقمار الصناعية لأفضل ممثلة عن دورها في الفيلم. كتبت مجلة بوكس اوفيس: «ان واتس لا تحصل على المشاهد العاطفية الكبيرة التي تتميز بكثير من عملها الماضي، بدلا من ذلك وهي تلعب فاليري كامرأة تقع فجأة في مأزق عندما تذهب هويتها للجمهور التي زادت ببراعة العمل والإعجاب.» وفي يوليو من ذلك العام، وكانت ظهرت كوجه جديد من متاجر الملابس آن تايلور.
في يناير 2010، قالت انها عرض عليها دورا في فيلم الإثارة منزل الأحلام، والذي صدر في سبتمبر 2011. إخراج جيم شيريدان، تألقت واتس في الفيلم جنبا إلى جنب مع دانيال كريج وراشيل وايز. وفي أكتوبر 2010، أعلنت أن قد واتس قبلت دور مارلين مونرو في فيلم الشقراء، والتي كان من المقرر أن يبدأ التصوير في يناير 2011، ولكن تم تأجيله. وفي أوائل عام 2011، كان يلقي في واتس كلينت ايستوود جيه إدغار، جنبا إلى جنب مع ليوناردو دي كابريو في بطولة الدور. لعبت واتس دورا مع جيه إدغار وهيلين غاندي. وأطلق سراح الفيلم في ديسمبر من نفس العام، حازت على أرباح متواضعة في شباك التذاكر، مع إجمالي 84000000 $ في جميع أنحاء العالم على مدى ميزانية إنتاج 35 مليون دولار. معلومات عن الأداء واتس "، لاحظ هوليوود ريبورتر أنها" لديها فرصة ضئيلة للتعبير عن ما يفوق تميزها "وبينما قالت مجلة لوس أنجلوس تايمز " انها موهوبة ".
في عام 2012، تألقت واتس في فيلم ذا إمبوسيبل (فيلم)، دراما كارثة على أساس القصة الحقيقية لماريا بيلون وعائلتها الذين عانوا من قبل زلزال وتسونامي المحيط الهندي 2004، واتس لعبت الدور القيادي. الفيلم تلقى مراجعات إيجابية جدا، النقاد يشيدون بالأداء المتميز ". وقال ديبورا يونج من هوليوود ريبورتر أن" واتس كانت تتحمل كم كبير من العاطفة باعتبارها تتعرض للضرب، من أي وقت مضى إضعاف ماريا التي تظهر دموع الألم والخوف كما تبدو وهمية أو مثالية ". جوستين تشانج من مجلة فارايتي أشار إلى أن" واتس لديها عدد قليل من الحالات القصوى الجسدية والعاطفية التي تتميز بها، وهو ما يدل على أنها تظهر أداءا رائعا ". وقال ديمون الحكيم من صحيفة الغارديان أن" واتس هي تحمل كلا من الشجاعة والضعف، ومشاهدها مع الشاب لوكاس... هي من بين أفضل الأعمال التي قدمت." وقد تم ترشيح الفيلم لجائزة الأوسكار، وغولدن غلوب وحصول واتس على جائزة نقابة ممثلي الشاشة لأفضل ممثلة.
وكان فيلمها الدرامي الأسترالي العشق (فيلم) في عام 2013، الذي عرض لأول مرة في مهرجان صاندانس السينمائي. الفيلم افتتح في المسارح المختارة، تلقي ردود الفعل متباينة من النقاد، كان لها دور اخر مع مات ديلون في لوري كوليير في فيلم ضوء الشمس، الذي تم عرضه لأول مرة في مهرجان تريبيكا السينمائي 2013. أعرب المراجعين استقبالا حارا للفيلم والأداء وأيضا ذكرت صحيفة "أ م نيويورك" ان " واتس، لعبت دور امرأة تحتفظ كرامتها على الرغم من الصعوبات التي لا نهاية لها. إنه عمل به ما بين السطور، في اللحظات الصامتة". وأشادت الممثلة سان فرانسيسكو كرونيكلباداء واتس. كما انها قامت بدور نجمة ديانا أميرة ويلز في ديانا للمخرج أوليفر، و فيلم دراما السيرة الذاتية، عن السنتين الأخيرتين من حياة ديانا أميرة ويلز. قنبلة شباك التذاكر، على الرغم من واتس والمشهود لها من قبل عدد من النقاد."Diana film slammed by British press
كان يسمى جانبها «غير عادية» و«الإعجاب» بقلم جوشوا روثكوبف (تايم آوت (مجلة)نيويورك) وجيم شمبري، على التوالي. كما قدم هاليجان من شاشة ديلي تقرير لواتس إيجابي، والكتابة التي لها «أداء شجاع لا ينبغي أن يكون المقدر تحت ظل الفقر والضغط».
ثم ظهرت في سانت 2014 في فيلم الكوميديا الدراما فنسنت، مع الممثلين بيل موراي وميليسا مكارثي. صدر الفيلم في إصدار محدود إلى نجاح إيجابي الاستقبال وشباك التذاكر النقدي، مع إجمالي 43 مليون دولار على مدى ميزانيتها 13 مليون دولار. ذكرت صحيفة لوس انجليس تايمز رد فعل الفاصل نحو دور واتس "، مؤكدا أن الجزء" لقد تأجيل بعض النقاد مع فاضحة لها "، ولكن" حصل الكثير من الاستحسان أيضا ". وكتبت مجلة رولينغ ستون أنها كانت" إنقاذ دورا تصور في كليشيهات ". وأشار أوستن كرونيكل أنه على الرغم من أنها لم تكن دائما لها "سجل جيد" في الكوميديا، وقالت انها "مضحكة جدا" في الفيلم  وبعد أسبوع من لأول مرة سانت فنسنت، فيلم الرجل الطائر - مشروع آخر يضم واتس - صدر، الذي انها لعبت "ممثلة هوليوود مرحلة تحول إلى الذي يقدم احباط لالطنانة شريك على الشاشة إدوارد نورتون". والفيلم نفسه جنبا إلى جنب مع واتس جذب استعراض مواتية،  مع قائلة انها وشاركت نجمة نورتون المشتركة في "الكيمياء ناسفة كما المتحاربة النجوم المشاركين / عشاق". أعرب سان فرانسيسكو كرونيكل أيضا الموافقة على تصوير واتس "، داعيا لها" مؤثرة ومضحكة ". وقالت انها سوف تظهر أيضا في فيلم وثائقي القادم مع المخرج جرايسي أوتو. طباشيري حول الفيلم البريطاني والمنتج المسرحي مايكل وايت، وهو صديق مقرب من واتس " واتس شاركت مع زعيم المتمردين إيفلين جونسون-إيتون في سلسلة مختلفة: متمردة (2015) 

## النجاح والإشادة من النقاد

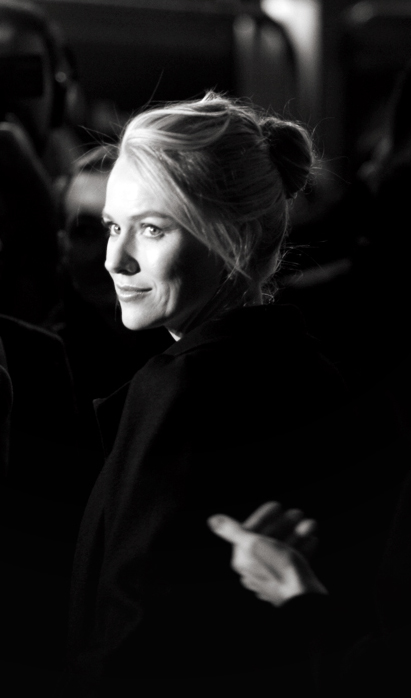
نعومي واتس في مهرجان السينمائي في شرق لندن

في العام التالي، شاركت مع الممثلة جوليا كوك في الفيلم الأسترالي جريجور الأردن نيد كيلي هيث ليدجر، أورلاندو بلوم وجيفري راش. وكذلك في بطولة فيلم التاجر العاق وفيلم الطلاق، أعطت مجلة انترتينمنت ويكلي الفيلم تصنيف وعبرت عن أسفها لأداء واتس ":" أشعر بخيبة أمل أن أبلغكم أن هدسون واتس ليس لديهم تشابه والقدرة كما الأخوات، ربما بسبب أن واتس تبدو كفنانة من المغتربين 
أدائها انعكس مع شون بن وبينيشيو ديل تورو في عام 2003 في فيلم الدرامي 21 غرام مع المخرج أليخاندرو غونزاليز إيناريتو وحصلت واتس على ترشيح لجائزة الأوسكار كأفضل ممثلة في وقت لاحق من ذلك العام. وقالت بطريقة غير مباشر، انها قامت بدور كريستينا بيك، وهي امرأة المنكوبة الحزن تعيش حياة الضواحي بعد مقتل زوجها واثنين من الأطفال من قبل جاك الأردن (بينيشيو ديل تورو)، الذي بدأ بعلاقة صداقة مع عالم الرياضيات الأكاديمية المريض مرضا خطيرا بول ريفرز (شون بين). وقالت عن الترشيح، وأضافت «أنها أبعد ما حلمت به أي ان الجائزة كانت بعيدة المنال جدًا». كما رشحت لجائزة نقابة ممثلي الشاشة للأداء المتميز لممثلة في دور رئيسي، كذلك وصلت إلى الترشيحات وغيرها من اشادة  صحيفة نيويورك تايمز لها:.. «لأن السيدة واتس تعيد اكتشاف نفسها مع كل أداء، فإنه من السهل أن ننسى كيف انها تأتي من نقص في التركيز المفرط الرائع الذي لديها الجرأة، فهذا شيء لا تفعله بعض الممثلات أحيانا» وسان فرانسيسكو كرونيكل كتبت:«.. واتس هي التثبيت، لكنها أفضل بكثير في مشاهد من العاطفة الشديدة مما كانت عليه في تلك التي تتطلب دقة أكثر ثم إنها قامت بدور البطولة إلى جانب مارك روفالو الذي لقا استقبالا حسنا من قبل الجمهور عام 2004 الفيلم المستقل» نحن لا نعيش هنا بعد الآن". الفيلم هو دراما التي كانت تقوم على قصص قصيرة و"نحن لا نعيش هنا بعد الآن"، والزنا من قبل أندريه دوبوس، ويصور أزمة اثنين من المتزوجين. وقالت إنها لم شملهم مع شون بن في فيلم اغتيال ريتشارد نيكسون، الذي كان من المقرر في عام 1974. وقالت إنها لعبت دور ماري أندرسون، زوجة من شأنه ان يكون قاتل للرئاسة صموئيل (بنسلفانيا). وأخيراً في عام 2004، وقالت انها تعاونت مع جود لو وداستن هوفمان في ديفيد أو. راسل فرقة الكوميدي. واتس بدأت العمل مع المخرج / كاتب السيناريو سكوت كوفي فيلمها-إنتاج مشترك، وشبه دراما السيرة الذاتية ايلي باركر (2005)، الذي يصور النضال من الممثلة الأسترالية في هوليوود. وبدأ الفيلم بأنه فيلم القصير الذي تم عرضه في مهرجان صاندانس السينمائي في عام 2001 وتوسعت في إنتاج الروائية الطويلة على مدى بجانب أربع سنوات. وأشاد الناقد السينمائي روجر إيبرت الأداء واتس ":«لعبت واتس بشجاعة وحرفية، والمراقبة الخوف، هي خارقة لذلك يمكن أن تزيد نقاط من تلقاء نفسها»
عادت واتس في دور البطولة في فيلم الخاتم 2. الفيلم تلقى عدة ملاحظات سلبية،  ولكن كان نجاحا كبيرا في شباك التذاكر، مع أكثر من الإجمالي في جميع أنحاء العالم $ 161، 000، 000 (أي ما يعادل 194400000 $ في عام 2015)، ومرة واحدة وأشادت واتس مرة أخرى لأدائها. وكان فيلمها الثالث من العام فيلم مارك فورستر. كتبه ديفيد بينيوف، فإنه أيضا قام بدور البطولة ايوان ماكجريجور، ريان جوسلينج وبوب هوسكينز. ثم لعبت واتس دور البطولة في طبعة جديدة عام 2005 كينغ كونغ. وكانت واتس الخيار الأول للدور، صورت أدته فاي راي في الفيلم الأصلي، مع عدم وجود الجهات الفاعلة الأخرى النظر فيها. وفي إطار التحضير لدورها، التقت واتس مع راي، ، لكنها توفيت خلال مرحلة ما قبل الإنتاج في سن 96. أثبت فيلم كينغ كونغ ليكون «الأكثر نجاحًا تجاريًا، وهو الذي اخرجهبيتر جاكسون كما في فيلم سيد الخواتم (سلسلة أفلام)، وفاز الفيلم على الثناء الحسن وحقق 550 مليون دولار أمريكي في جميع أنحاء العالم (أو ما يعادل 664100000 $ في عام 2015) أشاد بأدائها:»الجميلة والوحش «المثل أكثر حتى ومأساوية من أي شيء السينمائيين الأصلية يمكن أن يتصور، أدت بشكل رائع من قبل واتس مع العاطفة يقيم الاعتبار للأوسكار». حول تطور النجوم عبرت تصوير لها، وقالت واتس: «كنت اسأل نفسى هل تعرفين أفضل لماذا كنتِ هنا كعنصر فاعل... أنا هنا للعمل خارج بلدي، ما هي مشاكل بلدي وأعرف من أنا، لذلك عن طريق تكسير مفتوحة هذه الشخصيات ربما أن يسلط الضوء على أنه أفضل قليلا... أنا أعرف نفسي. يعني، بالطبع أنا أعرف نفسي أفضل ولكن الرحلة والبحث مواصلة لنأمل أننها المتطورة والمتنامية في كل وقت».
وكان فيلمها المقبل رسمت الحجاب مع إدوارد نورتون وييف شرايبر. واتس قامت بدور، ابنة محام، التي تتزوج والتر وهو معجب بها في (نورتون) لسمعته كطبيب. يركز الفيلم على العلاقة بين الزوجين في الوقت الذي سافروا إلى الصين، حيث تتمركز فانى إلى دراسة الأمراض المعدية. وبمقارنة صورة لها مع غريتا غاربو في الفيلم الأصلي، وسان فرانسيسكو كرونيكل كتبت "واتس تجعل دور العمل على شروطها الخاصة - هو أكثر بؤسا، أكثر حماقة، أكثر بؤسا وأكثر مدفوعة... ورحلتها الروحية أكبر بالنسبة لها فيلم آخر فقط من ذلك العام، وقالت انها قدمت صوت دور صغير، سوزي أرنب، مع ديفيد لينش في فيلم إثارة نفسية وفيلم الإمبراطورية الداخلية. أيضا في ذلك العام، وكانت أعلنت كوجه جديد من المجوهرات دايفيد وأكمل التقطت الصور التي كانت واردة في التقويم بيريللي 2007 م.
وقالت في وقت لاحق ظهرت في فيلم الجريمة ديفد كروننبرغ وفيلم عود الشرقية مع فيجو مورتنسن، الذي عرض لأول مرة في مهرجان تورونتو السينمائي الدولي 2007، لإشادة من النقاد والفيلم حصل على ردود الفعل الإيجابية ظهرت أيضا بين النقاد؛ ولاحظت مجلة سلايت (مجلة)في مقالة لها أن واتس «انها على الرغم من وجودها الحديث في عالم السينما الا انها أحدثت توفقا ملحوظا». الشرقية وعود إجمالي إيرادات 56 مليون دولار في جميع أنحاء العالم، (أي ما يعادل 67.6 مليون دولار في 2015). وفي عام 2007، ذكرت مجلة مجموعة متنوعة أن واتس جورج كلوني أن نجمة في طبعة جديدة من ألفريد هيتشكوك 1963 في فيلم الطيور، التي من شأنها أن توجه للمخرج مارتن كامبل كازينو رويال. وفي 16 يونيو 2009، وقال براد فولر من البعد الأفلام التي أية تطورات قد حدثت، معلقا: «نحن نواصل المحاولة، ولكن أنا لا أعرف». وكان مارتن كامبل محل في نهاية المطاف مخرج اخرج فيلم دينيس إيليادس في ديسمبر 2009. وفي مقابلة في ديسمبر 2010، قالت واتس: «إنه يبدو وكأنه فكرة جيدة، ولكن السيناريو ليس موجود حتى الآن. وهناك بعض المخرجين الذين عملت معهم وقد تأثرت بشدة من قبل هيتشكوك، لذلك أشعر أنني قد حصلت على السيناريو».
قال المخرج أنه وافق على اخراج الفيلم بشرط أن تكون ظهرت مع تيم روث في فيلم «مضحك الألعاب» للمخرج مايكل هاينيكي (2007)، طبعة جديدة لعام 1997 فيلم هانيكي الذي يحمل نفس الاسم الذي افتتح في مهرجان لندن السينمائي. يسمح للإدلاء لها، في فيلم ديلي تلغراف. وقالت انها صورت آن فاربر، الذين يتم احتجازهم مع زوجها وابنها رهينة من قبل زوج من المراهقين معتلة اجتماعيا. كما عمل واتس كمنتجة،  كما كان هذا الاتهام لها «طريقة واحدة لالتوابل حتى صفقة والمشاركة في جميع القرارات الإبداعية». الفيلم حصل على ردود فعل متباينة وحصل على الإفراج عن مسرحية محدود في الولايات المتحدة الأمريكية، محققا 7000000 $، على ميزانية 15 مليون دولار. رأى مجلة نيوزويك أن واتس «تقذف نفسها في دورها تتطلب جهدا بدنيا باقتناع البطولية». ديفيد ستراتون، من في السينما خلصت إلى أنها كانت «كالمعتاد، حقا بخير». ومع ذلك، انتقدت صحيفة نيويورك دايلي نيوز جانبها لكونها نصف عارية، معتبرا انها «طريقة غريبة بفظاعة لجعلها تحصل على نقاط من النقاد عن طريق الاستغلال».

## العمل
بدأت واتس العمل في التلفزيون، حيث قدمت مقاطع قصيرة في الإعلانات التجارية. ثم ظهرت في فيلم الحب وحده1986،  ثم ظهرت في حلقتين من الموسم الرابع من المسلسل الكوميدي الأسترالي يا أبي..! في عام 1990. وبعد غياب خمس سنوات عن الأفلام، التقت واتس المخرج جون دوجان خلال العرض الأول من فيلم «هدوء قاتل» لصديقتها نيكول كيدمان عام 1989 ودعاها أن تأخذ دورا مساندا عن فيلمه إيندي يمزح في عام 1991 . أنها نجمة هوليوود في المستقبل مثل كيدمان وثاندي نيوتن. استقبل هذا الفيلم صعودا وإشادة من النقاد وكان واردة في قائمة روجر إيبرت من أفضل 10 أفلام لعام 1992. أيضا في عام 1991، أخذت جزءا من فيلم فرانسيس هيفرنان، الفتاة التي تناضل من أجل العثور على أصدقاء من مدرسة سيدني الكاثوليكية،  وحصلت على جائزة بدورها في فيلم سلسلة عرائس المسيح ، وكان لها دور متكرر في مسرحية متسلسلة الذهاب والإياب حيث المعاقين جولي جيبسون. ثم عرضت واتس دور في مسلسل درامي ولكن رفضت ذلك، لأنها لا تريد أن «تتعثر على الصابون لمدة سنتين أو ثلاث سنوات بتسرعها في تمثيلها»، وهو قرار وصفته في وقت لاحق «ساذج».

## الأعمال
- 2001: طريق مولهولاند
- 2002: الحلقة
- 2003: 21 غرام
- 2005: الخاتم 2
- 2005: كينغ كونغ
- 2009: الدولي
- 2009: الأم والطفل
- 2010: لعبة عادلة
- 2011: منزل الأحلام
- 2011: جيه إدغار
- 2012: ذا إمبوسيبل
- 2013: فيلم 43
- 2013: العشق
- 2013: ديانا
- 2014:الرجل الطائر
- 2014: القديس فينسنت
- 2015:سلسلة مختلف: متمرد
- 2016: شت إن
- 2017: كتاب هنري

## الترشيحات والجوائز
| السنة | الحدث                    | الفئة                      | النتيجة |
| ----- | ------------------------ | -------------------------- | ------- |
| 2002  | مهرجان هوليوود السينمائي | عن فيلم الحلقة             | فوز     |
| 2003  | جوائز الروح المستقلة     | عن 21 غرام                 | فوز     |
| 2003  | جوائز الاوسكار           | جائزة الأوسكار لأفضل ممثلة | رُشِّح     |
| 2012  | جوائز الاوسكار           | عن فيلم المستحيل           | رُشِّح     |

## وصلات خارجية
نعومي واتس على موقع IMDb (الإنجليزية)
- نعومي واتس على موقع ميتاكريتيك (الإنجليزية)
- نعومي واتس على موقع الموسوعة البريطانية (الإنجليزية)
- نعومي واتس على موقع روتن توميتوز (الإنجليزية)
- نعومي واتس على موقع مونزينجر (الألمانية)
- نعومي واتس على موقع قاعدة بيانات الأفلام العربية
- نعومي واتس على موقع ألو سيني (الفرنسية)
- نعومي واتس على موقع ميوزك برينز (الإنجليزية)
- نعومي واتس على موقع تيرنر كلاسيك موفيز (الإنجليزية)
- نعومي واتس على موقع أول موفي (الإنجليزية)